# Лососинка (река, впадает в Финский залив)
Лососинка (фин. Lohijoki) — река в России, протекает по территории Приморского городского поселения Выборгского района Ленинградской области. Длина реки — 11 км.
Река в общей сложности имеет десять малых притоков суммарной длиной 16 км.
Впадает в Финский залив.
Населённые пункты на реке отсутствуют. В нижнем течении река пересекает трассу 41А-082 («Зеленогорск — Приморск — Выборг»).
Название реки переводится с финского языка как «лососёвая река».
Код объекта в государственном водном реестре — 01040300512202000008321.